# Mellersta högra Chahar
Mellersta högra Chahar är ett mongoliskt baner som lyder under Ulanqab i den autonoma regionen Inre Mongoliet i nordvästra Kina.
1. ↑  http://www.geohive.com/cntry/CN-15_ext.aspx